# (35143) 1992 UF1
1992 يو أف 1 (ويعرف أيضًا باسم (35143) 1992 يو أف 1 وفق تسمية الكوكب الصغير) (بالإنجليزية: 1992 UF1)‏ هو كويكب ضمن حزام الكويكبات؛ وترتيبه 35143 من حيث الاكتشاف.
اكتُشف هذا الجُرم الفلكي بواسطة Masayuki Yanai ‏ في 19 أكتوبر 1992.

## وصلات خارجية
- (35143) 1992 UF1 في قاعدة بيانات مختبر الدفع النفاث لأجرام النظام الشمسي الصغيرة

- الاكتشاف · مخطط المدار ·  العناصر المدارية · المعلمات المادية

- (35143) 1992 UF1 على موقع ويكي سكاي: DSS2, SDSS, GALEX, IRAS, Hydrogen α, X-Ray, Astrophoto, Sky Map, Articles and images